# 4880 Tovstonogov
4880 Tovstonogov (1975 TR4) là một tiểu hành tinh vành đai chính được phát hiện ngày 14 tháng 10 năm 1975 bởi L. I. Chernykh ở Nauchnyj.